# سامسونج جالكسي إيه 90
سامسونج جالكسي إيه 90 (بالإنجليزية: Samsung Galaxy A90)‏ هو هاتف محمول بشاشة لمس يعمل بنظام أندرويد، أصدرته شركة سامسونج في سبتمبر 2019.

## مواصفات Samsung Galaxy A90 الرئيسية
- النظام : أندرويد باي 9.0
- المعالج : Qualcomm Snapdragon 855
- الذاكرة الداخلية : 128 جيجابايت مع رام 8 جيجابايت
- لا يدعم ذاكرة خارجية
- الكاميرا : الخلفية 48 و 8 و 5 ميجا بيكسل والامامية كاميرا واحدة
- البطارية : 4400 مللي آمبير وتدعم الشحن السريع بقوة 25 واط

### مواصفات سامسونج A90
معلومات أساسية
- الشركة : سامسونج
- اسم الهاتف بالإنجليزي : Samsung Galaxy A90
- اسم الهاتف بالعربي : سامسونج جلاكسي ايه 90 أو سامسونج A90

الاتصالات والشبكات
- يدعم تقنية 2G, 3G, 4G, 5G
- سرعة البيانات : 76 ميجا بايت في الثانية
- GPRS : يدعم
- الحافة : يدعم
- واي فاي : يدعم Wi-Fi 802.11
- GPS : نعم مع A-GPS و GLONASS و GALILEO و BDS
- تقنية البلوتوث : الإصدار 5.0
- NFC : نعم
- USB : نعم يدعم 2.0, Type-C 1.0

جسم الهاتف
- وزن الهاتف 220 جرام
- ألوان الهاتف ملاك الذهب، الشبح الأبيض، فانتوم الأسود

مواصفات الشاشة
- نوع الشاشة سوبر اموليد شاشة المصفوفة العضوية النشطة ذات الصمام الثنائي الباعث للضوء
- مساحة الشاشة 6.7 بوصة وتستحوذ على نسبة 85.8% من الشاشة
- دقة الشاشة 1080×2400
- حماية الشاشة كورنينج الغوريلا الزجاج 3

مواصفات البرنامج
- نظام تشغيل الهاتف أندرويد باي 9.0
- معالج الهاتف Qualcomm Snapdragon 855 (7 نانو متر)
- مستشعرات الهاتف فيه بصمة في الشاشة والتسارع و الدوران والقرب، البوصلة + ANT
- وحدة المعالج المركزية ثماني النواة
- معالج الرسومات أدرينو 640

مواصفات الذاكرة
- ذاكرة الهاتف الداخلية 128 جيجا مع 8 جيجا رام
- لا يدعم الذاكرة الخارجية

مواصفات الكاميرا
الكاميرا الخلفية
- 48 ميجابيكسل بفتحة عدسة f / 2.0
- 8 ميجابيكسل بفتحة عدسة f / 2.2
- 5 ميجا بيكسل
- TOF 3D الكاميرا، f / 1.2 ، 30 مم
- تدعم فلاش LED و HDR و بانوراما
- تدعم تصوير فيديو بدقة 1080 بيكسل والتقاط 30 صورة في الثانية وتصوير بدقة 2160 بيكسل مع التقاط 30 أو 60 صوره في الثانية

الكاميرا الأمامية
- كاميرا واحدة لها مكان منبثق
- تدعم تصوير HDR
- تدعم تصوير فيديو بدقة 1080 بيكسل والتقاط 30 صورة في الثانية وتصوير بدقة 2160 بيكسل مع التقاط 30 أو 60 صوره في الثانية

مواصفات الصوت
- يدعم مكبر الصوت
- لا يدعم 3.5mm جاك
- يدعم إلغاء نشط للضوضاء

مواصفات البطارية
- سعة البطارية 4400 مللي آمبير
- البطارية غير قابلة للإزالة
- يدعم الشحن السريع بقوة 25 واط

## مميزات سامسونج A90
1. الشاشة تستحوذ على نسبة 85.8%
2. معالج كوالكوم سناب دراجون 855
3. يدعم إصدار اندرويد حديث
4. يدعم مساحة تخزين كبيره مع رام كبيرة
5. كاميرات عالية الجودة
6. يدعم الشحن السريع بقوة 25 واط
7. يدعم تقنية 5G

## عيوب سامسونج A90
1. البطارية غير قابلة للإزالة
2. لا يدعم ذاكرة خارجية
3. الكاميرا الامامية مكانها غير محبب
4. لا يدعم جاك 3.5mm